# Empire V
«Ампір „В“. Повість про справжню надлюдину» (рос. «Ампир „В“. Повесть о настоящем сверхчеловеке») — роман Віктора Пелевіна, виданий у 2006 році.

## Сюжет
Юнак, на ім'я Роман Олександрович Шторкін, стає вампіром. Це відбувається, коли Рома випадково знайомиться з вампіром Брамою, який вирішив вкоротити собі віку після вампірської дуелі. Але перед цим він має передати іншій людині язик особливу сутність, яка робить людину вампіром. За допомогою «язика» вампір спроможний читати думки людини або іншого вампіра, скуштувавши їх кров (як говорять вампіри, після «дегустації»).
Ставши вампіром Рома за традицією вампірів змінює ім'я. Також тепер він повинен змінити напрям думок. Для цього, як кожен молодий вампір, він вивчає курс двох головних вампірських наук: гламуру і дискурсу. Соціалізація вампіра є парадоксальною — з одного боку він був і певною мірою залишається людиною; з іншого боку, він стає вампіром, який повинен за своєю природою контролювати гламур і дискурс, замість того, щоб їм піддаватися. Для вампіра в цьому полягає основний спосіб контролювати людство і водночас харчуватись.
Рама швидко освоюється у суспільстві вампірів. Поступово він дедалі більше звикає до того, що всі його нові знайомі й він сам називаються іменами богів, що слово «кров» непристойно казати вголос, і що він вже не людина. Суспільство вампірів майже не перетинається з суспільством людей і ґрунтується на цінностях, які не мають нічного спільного з людськими. Повноцінні любовні стосунки вампір може мати тільки з подібними до себе, в книзі описані складні відносини Рами з новою вампіркою, на ім'я Гера.
Рама дізнається, що, попри все, що говориться, пишеться і знімається про вампірів, вони являють собою особливу расу істот-симбіотів, їх вампірська частина, — язик, — переходить з часом від одного носія до іншого. Власне, основна мета будь-якого вампіра — смоктати кров, основний спосіб — контролювати людство.
Життя Рами після навернення складається не тільки з навчання. Йому важко бути вампіром, він замислюється над вічними питаннями, такими як «Звідки взявся світ?», «Що буде після смерті?», «Що є істина?», «Що є Бог?», і активно шукає відповіді на них. У спробах зрозуміти, що з ним відбувається, він робить записи, з яких складається книга. Старші вампіри вважають такі почуття пустою примхою, звичайною для молодих, але це не зупиняє Раму. Він намагається дізнатись більше про сенс свого життя, тепер вже — життя вампіра. Певну допомогу йому надає нетиповий вампір Озиріс, який вживає багато донорської крові й любить поговорити на філософські теми.
В кінці роману з'ясовується, що Раму залишили недоучкою умисно, але саме це дозволило йому залишитись більше людиною, ніж вампіром.